# Popstar: Never Stop Never Stopping
Popstar: Never Stop Never Stopping ist eine US-amerikanische Mockumentary aus dem Jahr 2016 der Regisseure Akiva Schaffer und Jorma Taccone.

## Handlung
Mit ihrer Rap-Boyband „The Style Boyz“ konnten Conner Friel und seine Kindheitsfreunde Lawrence und Owen schnell an Ruhm gewinnen. Aufgrund eines Streits trennt sich die Gruppe und während Connor zum erfolgreichen Solokünstler „Conner4Real“ mit Owen als DJ wird, entscheidet sich Lawrence dazu, eine Farm in Colorado zu gründen.
Doch nachdem Conners zweites Album katastrophal floppt, muss er versuchen, seiner Karriere wieder neuen Aufwind zu verleihen.
Dazu versucht er seine alte Band wieder zusammenzubringen.

## Produktion

### Synchronisation
| Rolle                      | Schauspieler    | Synchronsprecher         |
| -------------------------- | --------------- | ------------------------ |
| Conner Friel / Conner4Real | Andy Samberg    | Sebastian Schulz         |
| Owen Bouchard              | Jorma Taccone   | Daniel Schlauch          |
| Lawrence Dunn              | Akiva Schaffer  | Patrick Roche            |
| Paula Klein                | Sarah Silverman | Claudia Urbschat-Mingues |
| Harry Duggins              | Tim Meadows     | Thomas Wenke             |
| Deborah                    | Maya Rudolph    | Friederike Sipp          |
| Tilly                      | Joan Cusack     | Susanne von Medvey       |

## Rezeption

### Kritik
Auf dem Portal Rotten Tomatoes gaben 78 Prozent der Kritiker dem Film eine positive Bewertung, die Durchschnittswertung liegt bei 6,7/10 Punkten, basierend auf 156 Bewertungen. Größtenteils positive Bewertungen erhielt der Film auch auf Metacritic. Basierend auf 43 Kritiken wurde der Film mit 68 / 100 Punkten bewertet.

### Einspielergebnis
Der Film konnte insgesamt rund 9,5 Millionen US-Dollar an den Kinokassen einspielen. Durch Blu-ray- und DVD-Verkäufe konnten nochmal ca. 1,2 Millionen Dollar erzielt werden.